# Заславский, Виктор Львович
Виктор Львович Заславский (итал. Victor Zaslavsky, Viktor Zaslavsky, 26 сентября 1937, Ленинград — 26 ноября 2009, Рим) — советский, канадский, американский и итальянский историк СССР и постсоветской России, специалист по истории советско-итальянских отношений, политический социолог.

## Биография
По первому образованию — горный инженер, впоследствии закончил исторический факультет Ленинградского университета. После обнаружения у него сотрудниками КГБ сочинений Солженицына был профессионально дисквалифицирован, работал экскурсоводом по Ленинграду.
Под давлением властей на него и сына был вынужден в 1975 году вместе с семьей эмигрировать из СССР. Жил, работал, преподавал в Италии, Канаде (Мемориальный университет Ньюфаундленда), США (Калифорнийский университет в Беркли, Стэнфордский университет), затем снова в Италии (Флоренция, Венеция, Бергамо, Неаполь, Рим). Деятельный организатор многих российско-американских и итало-российских симпозиумов и издательских начинаний; последняя из организованных им конференций — прошедший в начале ноября 2009 года коллоквиум к 20-летию падения Берлинской стены.
Жена и вдова — историк Элена Агаросси. Сын — физик-электронщик, профессор Брауновского университета Александр Заславский.

### Признание
В 2009 был удостоен премии Иньяцио Силоне, внезапно скончался за несколько дней до церемонии награждения.

## Научные интересы и труды
Преподаватель политической социологии на факультете политических наук Международного свободного университета социальных исследований в Риме. Соиздатель историко-политологического журнала Двадцать первый век (Рим). Автор написанных на английском и итальянском языках работ по истории Советского Союза, его национальной и внешней политики от Сталина до Путина, взаимоотношений с Италией, итальянской компартией, ряд которых подготовлен в соавторстве с женой, историком Эленой Агаросси. Книги и статьи В.Заславского переведены на французский, немецкий, хорватский и др. языки. Он постоянно сотрудничал с газетами Мессаджеро, Коррьере делла сера, L’Occidentale и др. Работал в российских архивах. Выступал также как русскоязычный писатель-новеллист, переводчик с русского языка, консультант по русскоязычным публикациям для ряда итальянских издательств.
Он сопроводил содержательным предисловием публикацию на итальянском языке избранных Колымских рассказов Варлама Шаламова (Палермо, 1992).
Его основанная на архивных документах книга о Катынском расстреле Классовая чистка (2006) была несколько раз переиздана на англ., нем., франц. языках, удостоена в ФРГ премии имени Ханны Арендт.

## Избранные книги
- The structure of power and the functions of elections in the USSR. Toronto: Dept. of Sociology, University of Toronto, 1980 (в соавторстве с Робертом Бримом)
- Il consenso organizzato: la società sovietica negli anni di Brežnev. Bologna: Il Mulino, 1981
- The neo-Stalinist state: class, ethnicity, and consensus in Soviet society. Armonk: M.E. Sharpe; Brighton: Harvester Press, 1982 (переизд. 1994)
- Soviet-Jewish emigration and Soviet nationality policy. New York: St. Martin’s Press, 1983 (в соавторстве с Робертом Бримом, итал. изд. — 1985)
- Il dottor Petrov parapsicologo. Palermo: Sellerio Editore, 1984
- Dopo l’Unione Sovietica. La perestroika e il problema delle nazionalità. Bologna: Il Mulino, 1991
- Das russische Imperium unter Gorbatschow. Berlin: Klaus Wagenbach, 1991
- Der Sprengprofessor. Lebensgeschichten. Berlin: Klaus Wagenbach, 2013
- From union to commonwealth: nationalism and separatism in the Soviet Republics. Cambridge; New York: Cambridge UP, 1992 (в соавторстве с Гейл Лапидус и Филипом Голдменом; переизд. 1994)
- Storia del sistema sovietico. L’ascesa, la stabilità, il crollo. Roma: NIS, 1995
- Togliatti e Stalin. Il PCI e la politica estera staliniana negli archivi di Mosca. Bologna: Il Mulino, 1997 (в соавторстве с Э.Агаросси, премия Акви[итал.], переизд. 2007).
- The Russian working class in times of transition. Roma: Luiss, 2000
- Lo stalinismo e la sinistra italiana. Milano: Mondadori, 2004
- La Russia postcomunista. Da Gorbaciov a Putin. Roma: Editore Luiss University Press, 2005 (в соавторстве с Л. Гудковым)
- Pulizia di classe. Il massacro di Katyn. Bologna: Il Mulino, 2006 (англ.изд. — 2008, 2009, франц. изд. — 2007, нем. изд. 2007, 2008 — премия имени Ханны Арендт, Бремен)
- La Russia da Gorbaciov a Putin. Bologna: il Mulino, 2010 (con L. Gudkov)
- Russland: kein weg aus dem postkommunistischen Übergang. Berlin: Verlag Klaus Wagenbach, 2011 (mit L. Gudkov)

### Публикации на русском языке
- Россия на пути к рынку: государственно-зависимые работники и популизм // Полис, 1991, № 5
- Русско-чеченский конфликт глазами Запада
- Постсоветский этап изучения тоталитаризма (недоступная ссылка)
- Виктор Заславский; сост. и предисл. В. Вуячича. От неосталинского государства до постсоветской России (1970—2000). ЕУСПб. 2019. 456 с.